# En línea y fuera de línea
En informática y telecomunicaciones, en línea indica un estado de conectividad y fuera de línea un estado de desconexión. En la terminología moderna, suele referirse a una conexión a Internet, pero (especialmente cuando se expresa "en línea" o "en la línea") podría referirse a cualquier equipo o unidad funcional que esté conectado a un sistema mayor. Estar en línea significa que el equipo o subsistema está conectado, o que está listo para su uso.
"En línea" ha pasado a describir actividades realizadas en Internet y datos disponibles en Internet, por ejemplo: "identidad en línea", "depredador en línea", "apuestas en línea", "juego en línea", "compras en línea", "banca en línea" y "aprendizaje en línea". Los prefijos "ciber" y "e" también tienen un significado similar, como en las palabras "ciberespacio", "ciberdelincuencia", "correo electrónico"(email) y "comercio electrónico"(ecommerce). Por el contrario, "fuera de línea" puede referirse tanto a las actividades informáticas realizadas mientras se está desconectado de Internet, como a las alternativas a las actividades de Internet (como las compras en tiendas físicas). El término "fuera de línea" se utiliza a veces indistintamente con el acrónimo "IRL", que significa "en la vida real".

## Historia
En el siglo XIX, el término "en línea" se utilizaba tanto en la industria ferroviaria como en la telegráfica. En el caso de los ferrocarriles, una caja de señales enviaba mensajes por la línea (vía), a través de una línea telegráfica (cable), indicando el estado de la vía: Tren en línea o Línea despejada. Los telegrafistas se refieren al envío de corriente a través de una línea como directo en línea o batería en línea; o pueden referirse a un problema con el circuito como que está en línea, en contraposición a la fuente de alimentación o al equipo del punto final.
Al menos desde 1950, en informática se han utilizado los términos on-line y off-line para referirse a si las máquinas, incluidos ordenadores y dispositivos periféricos, están conectadas o no. He aquí un extracto del libro de 1950 High-Speed Computing Devices:
La utilización de equipos informáticos automáticos para la reducción de datos a gran escala sólo tendrá un éxito notable si se proporcionan medios para la transcripción automática de estos datos a una forma adecuada para su introducción automática en la máquina. Para algunas aplicaciones, de las cuales las más destacadas son aquellas en las que los datos reducidos se utilizan para controlar el proceso que se está midiendo, la entrada debe desarrollarse para el funcionamiento en línea. En el funcionamiento en línea, la entrada se comunica directamente y sin demora al dispositivo de reducción de datos. Para otras aplicaciones, puede tolerarse el funcionamiento fuera de línea, que implica la transcripción automática de los datos en una forma adecuada para su posterior introducción en la máquina. Estos requisitos pueden compararse con los requisitos de funcionamiento de las teleimpresoras. Por ejemplo, algunos teletipos funcionan en línea. Sus operadores están en comunicación instantánea. Otros teletipos funcionan fuera de línea, mediante la intervención de una cinta de papel perforada. El mensaje se conserva mediante agujeros perforados en la cinta y se transmite posteriormente alimentando la cinta a otra máquina.

## Ejemplos

### Correo electrónico fuera de linea
Un ejemplo de un uso común de estos conceptos con el correo electrónico es un agente de usuario de correo (MUA) que puede ser instruido para estar en línea o fuera de línea. Uno de estos MUA es Microsoft Outlook. Cuando está en línea intentará conectarse a los servidores de correo (para comprobar si hay correo nuevo a intervalos regulares, por ejemplo), y cuando está fuera de línea no intentará hacer ninguna conexión de este tipo. El estado online u offline del MUA no refleja necesariamente el estado de conexión entre el ordenador en el que se ejecuta e Internet, es decir, el propio ordenador puede estar online -conectado a Internet a través de un cable módem u otros medios- mientras que Outlook se mantiene fuera de línea por el usuario, de modo que no intenta enviar ni recibir mensajes. Del mismo modo, un ordenador puede estar configurado para emplear una conexión telefónica bajo demanda (como cuando una aplicación como Outlook intenta establecer conexión con un servidor), pero el usuario puede no desear que Outlook active esa llamada siempre que esté configurado para comprobar si hay correo.

### Reproducción multimedia fuera de línea
Otro ejemplo del uso de estos conceptos es la tecnología de audio digital. Un magnetófono, editor de audio digital u otro dispositivo en línea es aquel cuyo reloj está bajo el control del reloj de un dispositivo maestro de sincronización. Cuando el maestro de sincronización inicia la reproducción, el dispositivo en línea se sincroniza automáticamente con el maestro y comienza a reproducir desde el mismo punto de la grabación. Un dispositivo fuera de línea no utiliza ninguna referencia de reloj externa y depende de su propio reloj interno. Cuando hay muchos dispositivos conectados a un maestro de sincronización, suele ser conveniente, si se quiere escuchar sólo la salida de un único dispositivo, ponerlo fuera de línea porque, si el dispositivo se reproduce en línea , todos los dispositivos sincronizados tienen que localizar el punto de reproducción y esperar a que los demás dispositivos estén sincronizados.

### Navegación fuera de línea
Un tercer ejemplo de uso común de estos conceptos es un navegador web al que se le pueden dar instrucciones para que esté en estado en línea o fuera de línea. El navegador intenta obtener páginas de los servidores sólo en el estado en línea. En el estado fuera de línea, o "modo fuera de línea", los usuarios pueden navegar fuera de línea, utilizando copias locales de las páginas descargadas previamente en línea. Esto puede ser útil cuando el ordenador está fuera de línea y la conexión a Internet es imposible o indeseable. Las páginas se descargan implícitamente en la propia caché del navegador web como resultado de la navegación en línea previa del usuario o explícitamente mediante un navegador configurado para mantener copias locales de determinadas páginas web, que se actualizan cuando el navegador está en estado en línea, ya sea comprobando que las copias locales están actualizadas a intervalos regulares o comprobando que las copias locales están actualizadas cada vez que el navegador pasa a estar en línea. Uno de estos navegadores es Internet Explorer. Cuando se añaden páginas a la lista de favoritos, se pueden marcar para que estén "disponibles para navegar fuera de línea". Internet Explorer descargará copias locales tanto de la página marcada como, opcionalmente, de todas las páginas a las que enlace. En Internet Explorer versión 6, el nivel de enlaces directos e indirectos, la cantidad máxima de espacio en disco local que se permite consumir, y el horario en el que se comprueban las copias locales para ver si están actualizadas, son configurables para cada entrada individual de Favoritos.
Para las comunidades que carecen de conectividad adecuada a Internet -como los países en desarrollo, las zonas rurales y las prisiones-, los almacenes de información fuera de línea, como la Biblioteca Digital eGranary de WiderNet (una colección de aproximadamente treinta millones de recursos educativos procedentes de más de dos mil sitios web y cientos de CD-ROM), proporcionan acceso a la información fuera de línea. Más recientemente, el Internet Archive anunció un proyecto de servidores fuera de línea destinados a proporcionar acceso a material en servidores de bajo coste que pueden actualizarse mediante memorias USB y tarjetas SD.

### Almacenamiento fuera de línea
Del mismo modo, el almacenamiento fuera de línea es el almacenamiento de datos informáticos que no tiene conexión con otros sistemas hasta que se establece deliberadamente una conexión. Además, un sistema que de otro modo estaría en línea y se apaga puede considerarse fuera de línea.

### Mensajes fuera de línea
Con el aumento de las herramientas y medios de comunicación, las palabras fuera de línea y en línea se utilizan con mucha frecuencia. Si una persona está activa a través de una herramienta de mensajería y puede aceptar los mensajes, se denomina mensaje en línea y si la persona no está disponible y el mensaje se deja para verlo cuando la persona vuelva, se denomina mensaje fuera de línea. En el mismo contexto, la disponibilidad de la persona se denomina en línea y la no disponibilidad se denomina fuera de línea.

### Sistemas de archivos
En el contexto de los sistemas de archivos, "en línea" y "fuera de línea" son sinónimos de "montado" y "no montado". Por ejemplo, en las capacidades de redimensionamiento de los sistemas de archivos, "online grow" y "online shrink" significan respectivamente la capacidad de aumentar o reducir el espacio asignado a ese sistema de archivos sin necesidad de desmontarlo.

## Generalizaciones
Las distinciones en línea y fuera de línea se han generalizado de la informática y las telecomunicaciones al ámbito de las relaciones interpersonales humanas. La distinción entre lo que se considera en línea y lo que se considera fuera de línea se ha convertido en objeto de estudio en el campo de la sociología.
La distinción entre "en línea" y "fuera de línea" se considera convencionalmente como la distinción entre la comunicación mediada por ordenador y la comunicación cara a cara (por ejemplo, cara a cara), respectivamente. En línea es la virtualidad o ciberespacio, y fuera de línea es la realidad (es decir, la vida real o "meatspace"). Slater afirma que esta distinción es "obviamente demasiado simple". Para apoyar su argumento de que las distinciones en las relaciones son más complejas que una simple dicotomía entre en línea y fuera de línea, observa que algunas personas no distinguen entre una relación en línea, como practicar el cibersexo, y una relación fuera de línea, como ser amigos por correspondencia. Sostiene que incluso el teléfono puede considerarse una experiencia en línea en algunas circunstancias, y que la difuminación de las distinciones entre los usos de diversas tecnologías (como PDA frente a teléfono móvil, televisión por Internet frente a Internet, y teléfono frente a protocolo de voz por Internet) ha hecho "imposible utilizar el término en línea de forma significativa en el sentido en que se empleó en la primera generación de investigación sobre Internet".
Slater afirma que existen presiones legales y normativas para reducir la distinción entre online y offline, con una "tendencia general a asimilar lo online a lo offline y borrar la distinción", subrayando, sin embargo, que esto no significa que las relaciones online se estén reduciendo a relaciones offline preexistentes. Conjetura que puede asignarse un mayor estatus legal a las relaciones en línea (señalando que las relaciones contractuales, como las transacciones comerciales, en línea ya se consideran tan "reales" como sus homólogas fuera de línea), aunque afirma que es difícil imaginar que los tribunales concedan una pensión alimenticia a personas que han mantenido una relación sexual puramente en línea. También cree que dentro de diez años la distinción entre "en línea" y "fuera de línea" será vista por la gente como "bastante pintoresca y poco comprensible".
Esta distinción entre en línea y fuera de línea se invierte a veces, y los conceptos en línea se utilizan para definir y explicar las actividades fuera de línea, en lugar de (según las convenciones de la metáfora del escritorio con sus escritorios, papeleras, carpetas, etc.) al revés. Varias viñetas aparecidas en The New Yorker han satirizado esta situación. Una incluye a Simón Pedro pidiendo un nombre de usuario y una contraseña antes de admitir a un hombre en el Cielo. Otra ilustra "la tienda fuera de línea", donde "¡Todos los artículos son de tamaño real!", los compradores pueden "¡Llevárselo a casa en cuanto lo pague!" y "¡La mercancía puede manipularse antes de la compra!".